# Aulacochthebius continentalis
Aulacochthebius continentalis är en skalbaggsart som först beskrevs av Armand D'Orchymont 1929.  Aulacochthebius continentalis ingår i släktet Aulacochthebius och familjen vattenbrynsbaggar. Inga underarter finns listade i Catalogue of Life.